# اندرو ال. کارتر جونیور
اندرو ال. کارتر جونیور (انگلیسی: Andrew L. Carter Jr.؛ زادهٔ ۱۲ ژانویهٔ ۱۹۶۹) سیاستمدار اهل ایالات متحده آمریکا است.